# Чемпионат Европы по подводному ориентированию 1969
3-й чемпионат Европы по подводному ориентированию проводился на швейцарском озере Вёртер-Зе со 21 по 25 июня 1969 года.

## Участники
В соревнованиях участвовали: Австрия, ГДР, Венгрия, Голландия, Италия, Испания, Польша, Чехословакия, Франция, ФРГ, Швейцария, Швеция и СССР.

## Медалисты

### Мужчины
| Дисциплина                                           | Золото                                     | Серебро                                               | Бронза                                            |
| ---------------------------------------------------- | ------------------------------------------ | ----------------------------------------------------- | ------------------------------------------------- |
| Плавание под водой с изменением курса без ориентиров | Э. Зеебахер · Австрия                      | Э. Жермен · Франция                                   | К. Брандт · Швейцария                             |
| Групповое упражнение                                 | Ф. Драго · Л. Станцани · Д. Тести · Италия | Георгий Лысенко · Сергей Тарасов · Борис Попов · СССР | Я. Прохазка · М. Дрбал · Э. Михель · Чехословакия |
| Подводное плавание на 800 метров                     | Александр Тульк · СССР                     | Сергей Тарасов · СССР                                 | Иманд Компус · СССР                               |
| Ныряние на 40 метров                                 | Иманд Компус · СССР                        | Сергей Тарасов · СССР                                 | П. Копш ФРГ                                       |

### Женщины
| Дисциплина                                           | Золото                     | Серебро                    | Бронза                |
| ---------------------------------------------------- | -------------------------- | -------------------------- | --------------------- |
| Плавание под водой с изменением курса без ориентиров | Валентина Чепёлкина · СССР | Б. Дуранте · Италия        | М. Бенвенути · Италия |
| Подводное плавание на 400 метров                     | Тийю Каарет · СССР         | Илла Раудик · СССР         | М. Бенвенути · Италия |
| Ныряние на 25 метров                                 | Илла Раудик · СССР         | Валентина Чепёлкина · СССР | В. Сакко · Италия     |